# 世谷原の戦い
世谷原の戦い（せやはらのたたかい）は、応永24年（1417年）に勃発した上杉禅秀の乱の主戦場である。現在の横浜市瀬谷区の瀬谷市民の森一帯で展開されたとされ、一角に「中丸山の古戦場」の説明版が立っている。

## 経過
鎌倉公方足利持氏と関東管領上杉禅秀が、常陸小田氏の越幡六郎の所領の件で争い、京都の足利義嗣と禅秀が組み、持氏を破って箱根に追放した。将軍足利義持は、持氏を倒し足利満隆と組んだ禅秀の打倒のために、義嗣を幽閉し、越後守護上杉房方・駿河守護今川範政・信濃守護小笠原政康に出兵を命じた。
上杉房方・小笠原政康が八王子方面から鎌倉に迫り、それに呼応した江戸氏・豊島氏を、禅秀は世谷原で討ったが、その間隙をぬって、箱根峠を越え国府津に進出した今川軍の存在を知り、慌てて鎌倉に帰還したが、鎌倉では援軍を得られず、鎌倉雪ノ下で一族郎党と共に自害し、鎌倉公方は元の足利持氏に戻った。これ以降犬懸上杉氏は衰退した。　